# Maria Valtorta

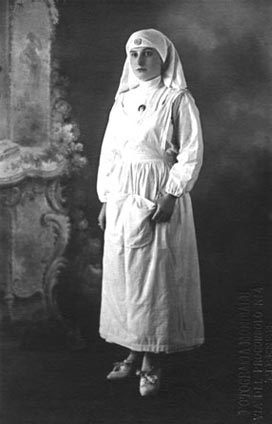
Im Alter von 21 in Schwesterntracht, 1918

Maria Valtorta (* 14. März 1897 in Caserta in Italien; † 12. Oktober 1961 in Viareggio/Italien) war eine italienische Mystikerin. Ihre Niederschriften beziehen sich nach Angaben Valtortas auf Visionen, in denen sich ihr Jesus Christus offenbart habe.

## Leben

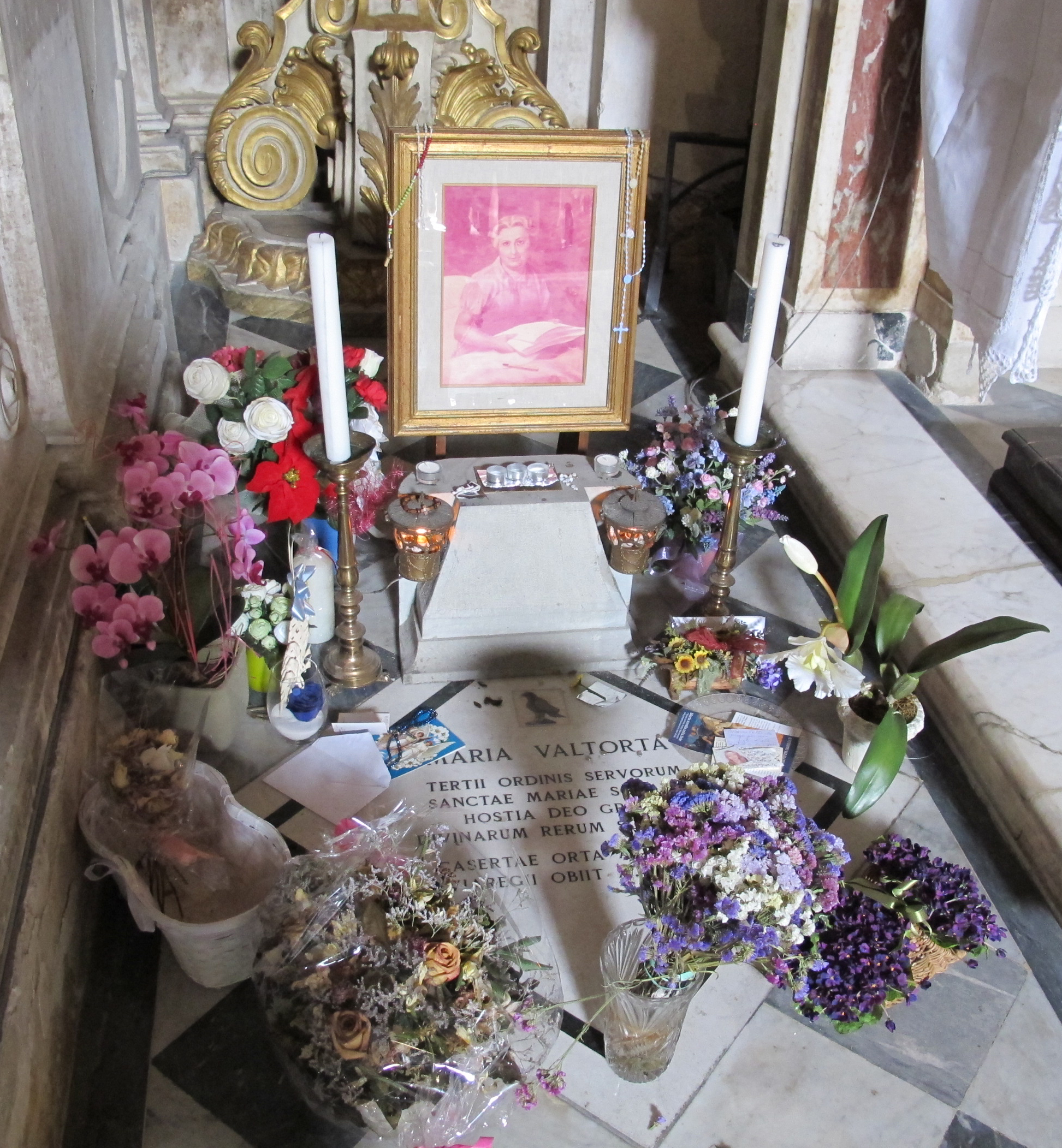
Grab von Maria Valtorta

Maria wurde als Tochter lombardischer Eltern geboren; ihr Vater war Offizier in der italienischen Armee, ihre Mutter Französischlehrerin. Sie besuchte nach der Grundschule ein privates Gymnasium. 1917/18 schloss sie sich bis zum Ende des Krieges den Samariterschwestern an. 1920, kurz vor ihrem 23. Geburtstag wurde Maria auf der Straße von einem Jugendlichen mit einem Eisenstab in den Rücken geschlagen. Seither hatte sie Schmerzen und Lähmungserscheinungen, die wahrscheinlich von einer Verletzung der Wirbelsäule durch den Schlag herrührten. Maria war ab 1934 von der Hüfte abwärts gelähmt und blieb bis zum Tode bettlägerig und pflegebedürftig.
Am Karfreitag 1943 hörte Maria Valtorta nach ihren Angaben eine Stimme, die sich als die Stimme Jesu vorstellte und sie bewog, einen Text in ihrem Schreibheft zu notieren. Die Visionen häuften sich und hielten bis etwa 1953 an. In dieser Zeit schrieb Maria Valtorta etwa 15.000 solcher Seiten nieder.
Seit 1973 befindet sich ihr Grab in Florenz, in einer Kapelle in der Basilika della Santissima Annunziata.

## Rezeption und vatikanische Kritik
Am bekanntesten ist Maria Valtortas Schrift Der Gottmensch (ursprünglicher Titel: L’Evangelo come mi è stato rivelato – ‚Das Evangelium, wie es mir offenbart wurde‘), das „auf Grundlage ihrer handschriftlichen Aufzeichnungen durch ihren Beichtvater zusammengestellt wurde“. Es gibt Maria Valtoras Visionen des Lebens Jesu und seiner Zeitgenossen wieder. 
Das Werk wurde 1959 in den Index librorum prohibitorum aufgenommen. Im Osservatore Romano wurde es „1960 als ‚schlecht romantisiertes Leben Jesu‘ bezeichnet.“ Das Dikasterium für die Glaubenslehre bekräftigte 2025, das Werk „nicht als übernatürliche Offenbarungen“ anzuerkennen, es könne „lediglich als literarische Ausdrucksformen aufgefasst werden“, „mit der die Autorin das Leben Jesu auf eigene Weise nacherzählt habe.“
Gelehrte, die das Werk studiert haben, stellten fest, dass Valtorta in ihren visionären Berichten obskure und unbekannte palästinensische Orte detailgetreu wiedergab, ohne jemals dort gewesen zu sein.

## Bücherverzeichnis
- L’Evangelo come mi è stato rivelato. Centro Editoriale Valtortiano, Isola del Liri 2001, ISBN 8879871005 (10 Bände, italienische Ausgabe)
- Der Gottmensch – Leben und Leiden unseres Herrn Jesus Christus. Parvis-Verlag, Hauteville 2000, ISBN 3907525019 (12 Bände)
- Die Hefte 1943. Parvis-Verlag, Hauteville 2006, ISBN 2-88022-807-7
- Die Hefte 1944. Parvis-Verlag, Hauteville 2009, ISBN 9782880228101
- Die Hefte 1945–1950. Parvis-Verlag, Hauteville 2011, ISBN 9782880228385
- Lektionen über den Brief des Hl. Paulus an die Römer. Parvis-Verlag, Hauteville 1999, ISBN 3-907525-31-0
- Autobiographie. Parvis-Verlag, Hauteville 1997, ISBN 3-907525-30-2
- Das Morgenrot einer neuen Zeit. Parvis-Verlag, Hauteville 1992, ISBN 3-907525-13-2
- Quadernetti – Verstreute Aufzeichnungen. Parvis-Verlag, Hauteville 2015, ISBN 9782880228620